# Ludwig Türck
Ludwig Türck (n. 22 iulie 1810 Viena, Austria  - d. 25 februarie 1868, Viena) a fost un neurolog și laringolog austriac.

## Biografie
Ludwig Türck, fiul unui bijutier al familiei imperiale austriece și al nobilimii austriece, s-a născut la Viena pe 22 iulie 1810. Familia sa avea un nivel cultural ridicat și era dedicată muzicii. Ludwig Türck însuși a fost un violoncelist  virtuoz.
A studiat la gimnaziu din Viena. A absolvit Școala de Medicina din Viena și în 1836 a obținut doctoratul în medicină la Universitatea din Viena.
El a fost implicat în cercetări neurologice în timp ce lucra ca medic adjunct la Spitalul General din Viena.
În 1844-1846 a studiat la Paris, unde și-a extins studiile sale sub autoritatea medicilor francezi, care conduceau lumea în acest domeniu în acel timp. După întoarcerea sa la Viena, în 1847, a devenit șef al Departamentului de Neurologie din Spitalul General din Viena, unul dintre primele din Europa. În 1857 el a fost numit medic șef, în 1861 lector, iar în 1864 profesor la Universitatea din Viena.
Activitatea sa științifică principală a fost dedicată studiului degenerării secundare în sistemul nervos central, pe care a studiat-o prin intermediul unor boli neurologice și a investigaților experimentale.
El a studiat căile nervoase din măduva spinării și a arătat că degenerarea lor are loc în direcția în care ele conduc. Prin observarea degenerării fibrelor nervoase ale măduvei spinării după întreruperea lor, în principal prin comprimare, Türck a delimitat șase căi de conducere de fiecare parte a măduvei spinării (două anterioare, două laterale și două posterioare); una dintre aceste căi conținea tractul piramidal încrucișat (fasciculul corticospinal lateral), iar alta tractul piramidal neîncrucișat (fasciculul corticospinal anterior a lui Türck). El a descris pentru prima dată căile piramidale. Trebuie remarcat faptul că în acel moment Türck a crezut că tractul piramidal provine din substanța cenușie bazală a creierului, și nu în cortexul cerebral. Prin urmare, numele de cale piramidal pe care l-a folosit, se referea la piramidele trunchiul cerebral, și nu la celulele piramidale Betz din cortexul cerebral, care nu erau încă descrise.
A descris fasciculul temporopontin, numit și fasciculul Türck, fapt contestat de unii autori (Jeremy D. Schmahmann etc)
Türck, de asemenea, a cercetat afecțiunile sistemice a măduvei spinării, dermatoamele pielii și a făcut studii în neurooftalmologie și în diferite boli neurologice.
În 1857 a fost deschis cel mai mare spital din Viena, și Türck a fost numit medic șef. În același an direcția cercetărilor sale principale s-a concentrat asupra laringologiei, abandonând complet cercetările din neurologie. A descris primul laringita sicca.
Türck, împreună cu psihologul Johann Nepomuk Czermak (1828-1873) a introdus folosirea laringoscopului în medicină. Printre asistenții și studenți săi de la Viena au fost laringologii Karl Stoerk (1832-1899), Leopold von Schrötter (1837-1908) și Johann Schnitzler (1835-1893).

## Eponime legate de Türck
- Fascicolul Türck sau tractul Türck, coloana Türck - fasciculul corticospinal anterior (fasciculul piramidal direct)
- Fasciculul temporopontin Türck sau fasciculul temporopontin Türck-Meynert - Fasciculul temporopontin
- Degenerescență Türck sau degenerescență secundară Türck - degenerescența fibrei nervoase și a tecii sale distal față de locul leziunii sau a secționării axonului acestei fibre.